# Енн Ґласс
Енн Ґласс (англ. Anne Glass) — одна з головних героїнь американського науково-фантастичного серіалу «Коли падають небеса» на телеканалі TNT, роль якої виконує Мун Бладґуд.
Лікар другого Массачусетського. До вторгнення працювала педіатром, але, в силу обставин, стала свого роду військовим медиком. Відстоює права цивільних осіб і впевнена, що потрібно зробити все можливе, щоб допомогти їм. Її чоловік і син загинули в будинку під час вторгнення.